# Utsälje och Ytteråker
Utsälje och Ytteråker var en av SCB avgränsad och namnsatt småort i Vansbro kommun i Dalarnas län. Småorten omfattade bebyggelse i Utsälje och Ytteråker i Järna socken belägna vid södra stranden av Västerdalälven. Området uppgick 2015 i tätorten Järna.